# Saint-Christophe-sur-Dolaizon
 Saint-Christophe-sur-Dolaizon  es una población y comuna francesa, situada en la región de Auvernia, departamento de Alto Loira, en el distrito de Le Puy-en-Velay y cantón de Solignac-sur-Loire.

## Historia
La comuna se denominó Saint-Christophe-sur-Dolaison hasta el 31 de diciembre de 2024.

## Demografía
| 606 | 562 | 665 | 834 | 919 | 911 |
| Para los censos de 1962 a 1999 la población legal corresponde a la población sin duplicidades (Fuente: INSEE [Consultar]) |     |     |     |     |     |